# Mistrovství Československa v lyžařském orientačním běhu 1988
17. ročník Mistrovství Československa v lyžařském orientačním běhu proběhl v jedné individuální a jedné týmové disciplíně. 
Závody proběhly v Krkonoších na Benecku v nadmořské výšce 850–1050 m n. m.

## Mistrovství ČSSR jednotlivců
| Datum závodu   | 20. 2. 1988 |  | Místo konání    | Benecko |  | Pořadatel       | TJ Spartak Vrchlabí |
| Ředitel závodu |             |  | Hlavní rozhodčí |         |  | Stavitel tratí  |                     |
| Název mapy     | Rovinka     |  | Web závodu      |         |  | Výsledky závodu |                     |

| Zkrácené výsledky | Zkrácené výsledky       | Zkrácené výsledky         | Zkrácené výsledky       | Zkrácené výsledky       | Zkrácené výsledky | Zkrácené výsledky       | Zkrácené výsledky              | Zkrácené výsledky       | Zkrácené výsledky       |
| Pořadí            | H21 - muži              | H21 - muži                | H21 - muži              | H21 - muži              | Pořadí            | D21 - ženy              | D21 - ženy                     | D21 - ženy              | D21 - ženy              |
| ----------------- | ----------------------- | ------------------------- | ----------------------- | ----------------------- | ----------------- | ----------------------- | ------------------------------ | ----------------------- | ----------------------- |
| Zlatá medaile     | Ivan Šmaus              | Elitex Jablonec nad Nisou | 1:20:24                 |                         | Zlatá medaile     | Jindra Pavelková        | TJ Ostroj Opava                | 1:04:27                 |                         |
| Stříbrná medaile  | Radovan Kunc            | Elitex Jablonec nad Nisou | 1:22:14                 | +1:50                   | Stříbrná medaile  | Iva Kuderová            | VŠZ Brno                       | 1:07:23                 | +2:56                   |
| Bronzová medaile  | Arno Fišera             | Elitex Jablonec nad Nisou | 1:23:22                 | +2:58                   | Bronzová medaile  | Jana Jakoubková         | TJ Jilemnice                   | 1:08:40                 | +4:13                   |
| 4                 | Jaromír Saska           | Elitex Jablonec nad Nisou | 1:25:02                 | +4:38                   | 4                 | Zuzana Valešová         | TJ Jilemnice                   | 1:10:37                 | +6:10                   |
| 5                 | Michal Hájek            | TJ Ostroj Opava           | 1:25:45                 | +5:21                   | 5                 | Ivana Tišerová          | TJ Slavia VŠST Liberec         | 1:10:48                 | +6:21                   |
| 6                 | Milan Novotný           | VŠZ Brno                  | 1:27:02                 | +6:38                   | 6                 | Petra Wagnerová         | VŠZ Brno                       | 1:14:14                 | +9:47                   |
| 7                 | Jaromír Gorný           | TJ TŽ Třinec              | 1:28:16                 | +7:52                   | 7                 | Magda Svobodová         | TJ Jičín                       | 1:16:41                 | +12:14                  |
| 8                 | Ondřej Táborský         | Elitex Jablonec nad Nisou | 1:30:01                 | +9:37                   | 8                 | Miroslava Kynčlová      | TJ Jilemnice                   | 1:17:24                 | +12:57                  |
| 9                 | Zdeněk Zuzánek          | Elitex Jablonec nad Nisou | 1:33:53                 | +13:29                  | 9                 | Pavlína Bacílková       | USK Praha                      | 1:19:18                 | +14:51                  |
| 10                | Přemek Škoda            | TJ Slavia VŠST Liberec    | 1:34:13                 | +13:49                  | 10                | Mária Paráková          | Iskra Smrečina Banská Bystrica | 1:21:14                 | +16:47                  |
| Pořadí            | H19 - junioři           | H19 - junioři             | H19 - junioři           | H19 - junioři           | Pořadí            | D19 - juniorky          | D19 - juniorky                 | D19 - juniorky          | D19 - juniorky          |
| Zlatá medaile     | Jan Novotný             | VŠZ Brno                  | 1:22:21                 |                         | Zlatá medaile     | Diana Cieslarová        | TJ Slávia Farmaceut Bratislava | 1:21:35                 |                         |
| Stříbrná medaile  | Jan Janíček             | VTJ Brno (VAAZ)           | 1:23:00                 | +0:39                   | Stříbrná medaile  | Mária Honzová           | TJ TŽ Třinec                   | 1:25:43                 | +4:08                   |
| Bronzová medaile  | Petr Mareček            | TJ Nové Město na Moravě   | 1:24:55                 | +2:34                   | Bronzová medaile  | Ivana Kotounová         | VŠZ Brno                       | 1:27:45                 | +6:10                   |
| Pořadí            | H17 - starší dorostenci | H17 - starší dorostenci   | H17 - starší dorostenci | H17 - starší dorostenci | Pořadí            | D17 - starší dorostenky | D17 - starší dorostenky        | D17 - starší dorostenky | D17 - starší dorostenky |
| Zlatá medaile     | Martin Sklenář          | TJ Slavia VŠST Liberec    | 1:05:55                 |                         | Zlatá medaile     | Ludmila Vřešťálová      | TJ Tesla Brno                  | 1:00:13                 |                         |
| Stříbrná medaile  | Milan Venhoda           | Spartak Jihlava           | 1:11:18                 | +5:23                   | Stříbrná medaile  | Radka Leiblová          | Jizerský klub OB Frýdlant      | 1:00:22                 | +0:09                   |
| Bronzová medaile  | Tomáš Honzík            | TJ Slavia VŠST Liberec    | 1:11:34                 | +5:39                   | Bronzová medaile  | Markéta Novotná         | TJ Slavia VŠST Liberec         | 1:02:46                 | +2:33                   |
| Pořadí            | H15 - mladší dorostenci | H15 - mladší dorostenci   | H15 - mladší dorostenci | H15 - mladší dorostenci | Pořadí            | D15 - mladší dorostenky | D15 - mladší dorostenky        | D15 - mladší dorostenky | D15 - mladší dorostenky |
| Zlatá medaile     | Pavel Milán             | TJ Tesla Brno             | 50:34                   |                         | Zlatá medaile     | Jana Erlebachová        | TJ Jilemnice                   | 38:42                   |                         |
| Stříbrná medaile  | Štěpán Dunka            | TJ Spartak Vrchlabí       | 57:12                   | +6:38                   | Stříbrná medaile  | Michaela Vomelová       | Jizerský klub OB Frýdlant      | 48:56                   | +10:14                  |
| Bronzová medaile  | Martin Štěpánek         | KDPM Brno                 | 57:32                   | +6:58                   | Bronzová medaile  | Pavla Bočková           | KDPM Brno                      | 50:13                   | +11:31                  |

Souhrnné informace naleznete v článku Mistrovství Československa v lyžařském orientačním běhu jednotlivců.

## Mistrovství ČSSR štafet
| Datum závodu   | 21. 2. 1988 |  | Místo konání    | Benecko |  | Pořadatel       | TJ Spartak Vrchlabí |
| Ředitel závodu |             |  | Hlavní rozhodčí |         |  | Stavitel tratí  |                     |
| Název mapy     | Rovinka     |  | Web závodu      |         |  | Výsledky závodu |                     |

Souhrnné informace naleznete v článku Mistrovství Československa v lyžařském orientačním běhu štafet.